# Brühlsbacher Warte

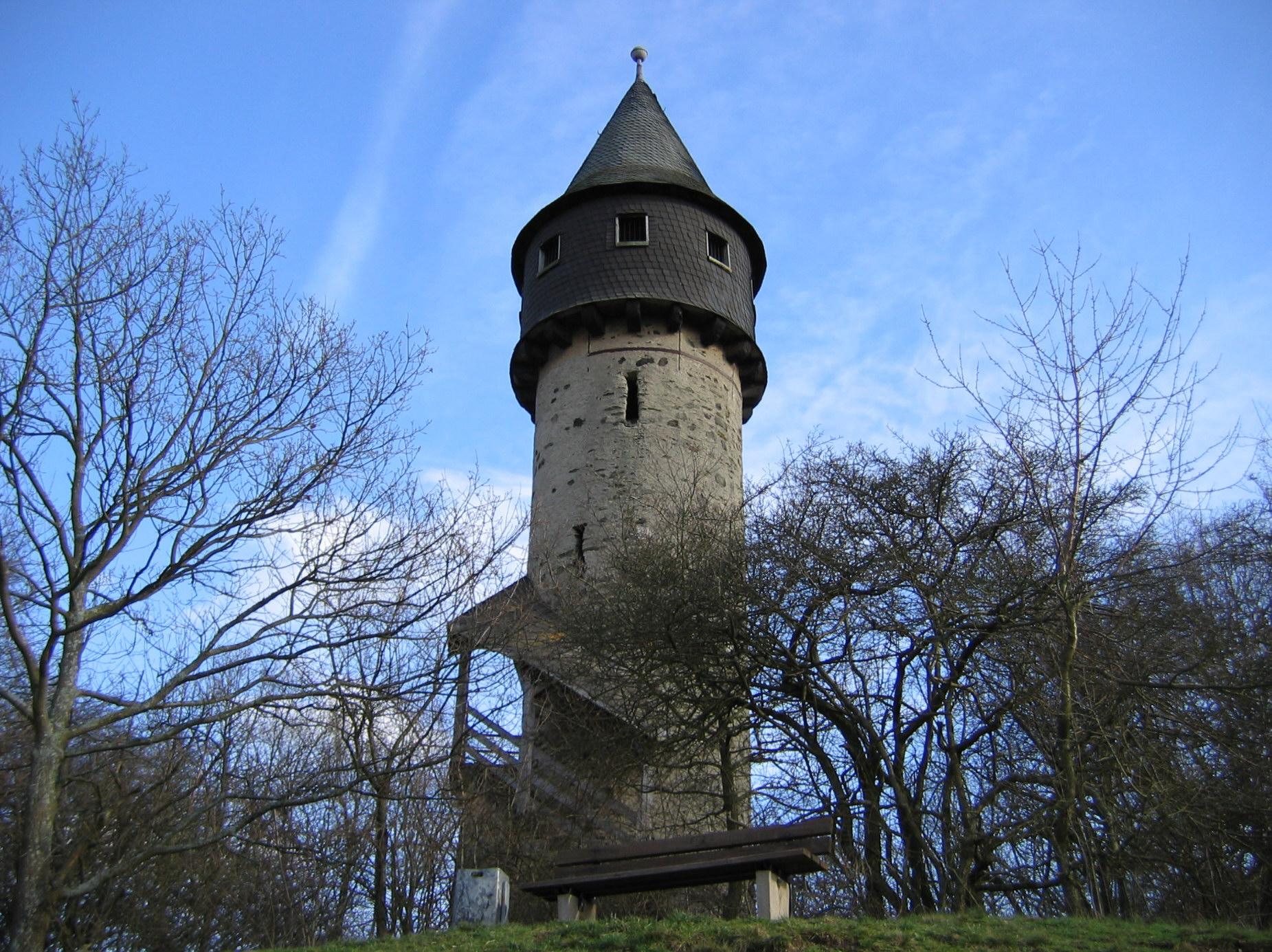
Brühlsbacher Warte (2007)

Die Brühlsbacher Warte ist ein Aussichtsturm im hessischen Wetzlar. Im Volksmund wird der Turm wegen seines markanten Aussehens als Bleistift bezeichnet.
Die Brühlsbacher Warte wurde im 14. Jahrhundert südlich der Altstadt erbaut. Der Turm diente im Mittelalter als Wachturm der Wetzlarer Landwehren und sicherte, gleichwie die Garbenheimer Warte, die Freie Reichsstadt Wetzlar, als auch den Handelsweg Hohe Straße. Der Turm bestand zunächst nur aus Holz und war mit Wall und Graben versehen. Erst später wurde er aufgemauert. Auch war die Brühlsbacher Warte ständig mit Wachen besetzt. 1391 wurde der Turm durch eine Fehde von Graf Eberhard von Katzenelnbogen zerstört und erst 1912 als Aussichtsturm wiederhergestellt.
Heute ist die Brühlsbacher Warte Teil der Vier-Türme-Wanderung, einer Wanderroute in und um Wetzlar.
Eine anliegende Schule trägt den Namen Schule an der Brühlsbacher Warte.